# Cândido Ferreira de Abreu
Cândido Ferreira de Abreu (Paranaguá, 2 de agosto de 1856 — Curitiba, 22 de fevereiro de 1918) foi um engenheiro e político brasileiro.
Foi prefeito de Curitiba entre 1892 e 1893 e entre 1913 e 1916. No seu segundo mandato, foi indicado pelo presidente o estado; Carlos Cavalcanti de Albuquerque.
Também foi deputado federal e senador da república, além de engenheiro (trabalhou na Estrada de Ferro Madeira-Mamoré e diretor das Obras Públicas) e Tenente-Coronel de artilharia da Guarda Nacional.

## Biografia
Filho de Antônio Cândido Ferreira de Abreu e de Maria Cândida Guimarães, era neto do Visconde de Nacar e irmão do político Alberto Ferreira de Abreu. Formou-se em 1882, na Escola Politécnica do Rio de Janeiro em Engenharia. Em 1884 começou a trabalhar na comissão de exploração da Estrada de Ferro Madeira-Mamoré.
Em 1885, atuou como inspetor de colonização no Rio Grande do Sul e funcionário do Ministério de Agricultura, Comércio e Obras Públicas.
Em 1887 assumiu a pasta da Secretaria Geral de Obras Públicas da província do Paraná, quando o presidente era Alfredo d'Escragnolle Taunay.
Em 1892, concorreu a prefeitura de Curitiba, ganhando o pleito com 1106 votos de um total de 1300 eleitores. Tomou posse em setembro deste mesmo ano e renunciou no ano seguinte por divergências com os vereadores. Neste curto período, implementou o sistema de iluminação pública e a ampliação da rede ferroviária curitibana, assim como a conclusão das obras da Igreja Matriz (atual Catedral Basílica Menor de Nossa Senhora da Luz dos Pinhais). No início da Revolução Federalista, organizou uma tropa expedicionária para expulsaram os revoltosos, na primeira incursão dos rebeldes gaúchos em terras paranaenses. Por sua atitude, em 1894 foi nomeado tenente-coronel honorário do Exército brasileiro.
Em 1894, assumiu uma vaga de engenheiro na construção da cidade de Belo Horizonte e em 1896, retornou para Curitiba e assumiu a Secretaria de Obras Públicas do Estado do Paraná.
Em 1903, candidatou-se a vaga de deputado federal pelo Paraná, sendo eleito para o biênio 1903/1905. Em 1906, foi eleito senador, permanecendo neste cargo até 1913, quando renunciou para assumir, novamente, a prefeitura de Curitiba. Permaneceu como prefeito até o ano de 1916 e após o termino de seu mandato, abandonou a política.
Também foi professor de física experimental na Universidade do Paraná (futura UFPR) e oficial da Ordem da Rosa, título agraciado em 1885.